# Blanquillo
Blanquillo est une ville de l'Uruguay située dans le département de Durazno. Sa population est de 1 162 habitants.

## Histoire
La ville a été fondée en 1939.

## Population
| Année | Population |
| ----- | ---------- |
| 1963  | 817        |
| 1975  | 1 053      |
| 1985  | 987        |
| 1996  | 1 099      |
| 2004  | 1 162      |

Référence,: